# Диас Гомис, Алфреду
Алфреду Диас Гомис или Диаш Гомеш (порт. Alfredo Dias Gomes; 19 октября 1922, Салвадор, Баия — 18 мая 1999, Сан-Паулу) — бразильский драматург и сценарист.

## Биография
Дебютировал, как драматург в 15-летнем возрасте, позже стал писать сценарии сериалов.
Автор самой первой мыльной оперы на бразильском телевидении, получившей самую высокую оценку того времени. Ему принадлежат многочисленные бразильские ТВ-сериалы, мини-сериалы и несколько сценариев кинофильмов.
Он автор сценария «Исполнитель обета» ставшего первым бразильским и единственным южноамериканским фильмом, получившим «Золотую пальмовую ветвь» на кинофестивале в Каннах, и также первым, номинировавшимся на премию «Оскар» в категории «лучший фильм на иностранном языке».
Погиб в автомобильной аварии в Сан-Паулу в 1999 году.

## Избранные произведения
- "Исполнитель обета
- A Revolução dos Beatos
- O Santo Inquérito
- O Bem Amado (1973, ТВ-сериал)
- O Rei de Ramos
- Roque Santeiro
- A Ponte dos Suspiros
- Verão Vermelho
- Assim na Terra como no Céu
- Bandeira 2
- O Espigão
- Saramandaia
- Sinal de Alerta
- Expresso Brasil
- Mandala
- Araponga
- As Noivas de Copacabana
- Irmãos Coragem
- Decadência
- Fim do Mundo

## В русском переводе
- «Фомка» (пост. 1942),
- «Вторжение» (1960),
- «Исполняющий обет»,
- «Восстание блаженных» (обе — 1961),
- «Колыбель героя» (1965, пост. 1970),
- «Святая инквизиция» (1966) и др.